# 50CAN
50CAN (The 50-State Campaign for Achievement Now) là một nhóm vận động giáo dục phi lợi nhuận được thành lập vào tháng 1 năm 2011 và có trụ sở chính tại Washington, DC, Hoa Kỳ. Theo trang web của tổ chức, nhiệm vụ của 50CAN là vận động cho một nền giáo dục chất lượng cao cho tất cả trẻ em, bất kể nơi ở của họ. Tổ chức nhằm mục đích tìm kiếm, kết nối và hỗ trợ các nhà lãnh đạo địa phương ở các bang trên toàn quốc để giúp họ cải thiện các chính sách giáo dục trong cộng đồng của họ.

## Lịch sử
50CAN phát triển từ ConnCAN (thành lập năm 2005) và được ươm tạo trong tổ chức phi lợi nhuận Connecticut vào năm 2010 trước khi chính thức tách ra thành một tổ chức độc lập vào năm 2011. Marc Porter Magee rời bỏ vai trò giám đốc điều hành ConnCAN đương nhiệm để thành lập 50CAN. Anh trở thành chủ tịch đầu tiên của 50CAN, sau đó trở thành giám đốc điều hành của tổ chức. 50CAN sử dụng 71 nhân viên, và điều hành các chiến dịch giáo dục ở bảy tiểu bang.

## Văn phòng liêm kết
50CAN hiện đang vận hành các chiến dịch chính sách ở bảy tiểu bang: Minnesota (MinnCAN), Maryland (MarylandCAN), New York (NYCAN), Pennsylvania (PennCAN), Rhode Island (RI-CAN), North Carolina (CarolinaCAN) và New Jersey (JerseyCAN) và đã điều hành các học bổng ở Arizona, Delaware, Georgia, Hawaii, Indiana, Louisiana, Oakland, San Francisco, Virginia và Wisconsin. Vào năm 2016, tổ chức đã thông báo rằng nó sẽ phát triển đến các tiểu bang khác bằng cách hợp nhất với StudentsFirst, nhóm do Michelle Rhee thành lập, và các chương trình của StudentsFirst trước đây sẽ giữ nguyên thương hiệu của họ ở tiểu bang tương ứng.

## Đào tạo
50CAN cung cấp một số chương trình để thu hút các nhà lãnh đạo địa phương tham gia phong trào vận động giáo dục, bao gồm Education Advocacy Fellowship, YouCAN, Education Policy 101 và Education Advocacy Essentials.
Vào mùa thu năm 2015, 50CAN đã xuất bản The 50CAN Guide to Building Advocacy Campaigns: 2nd Edition trên iBooks và Kindle.

## Chi nhánh
Cho đến nay, 50CAN đã thực hiện 74 chiến dịch vận động tại bảy tiểu bang và đạt được 47 chiến thắng về chính sách cho trẻ em học đường công lập và gia đình của chúng.
Trong số các thành tựu chính sách của tổ chức bao gồm mở rộng quy mô lớn trường mầm non ở Minnesota, mức tăng lương giáo viên 282 triệu đô la ở Bắc Carolina, khai trương trường công lập Achievement First ở Rhode Island và đại tu hệ thống giáo viên ở New York.